# Eduard Bäumer
Eduard Bäumer (* 13. Mai 1892 in Kastellaun im Hunsrück; † 21. Januar 1977 in München) war ein deutscher Maler und Grafiker.

## Leben und Werk

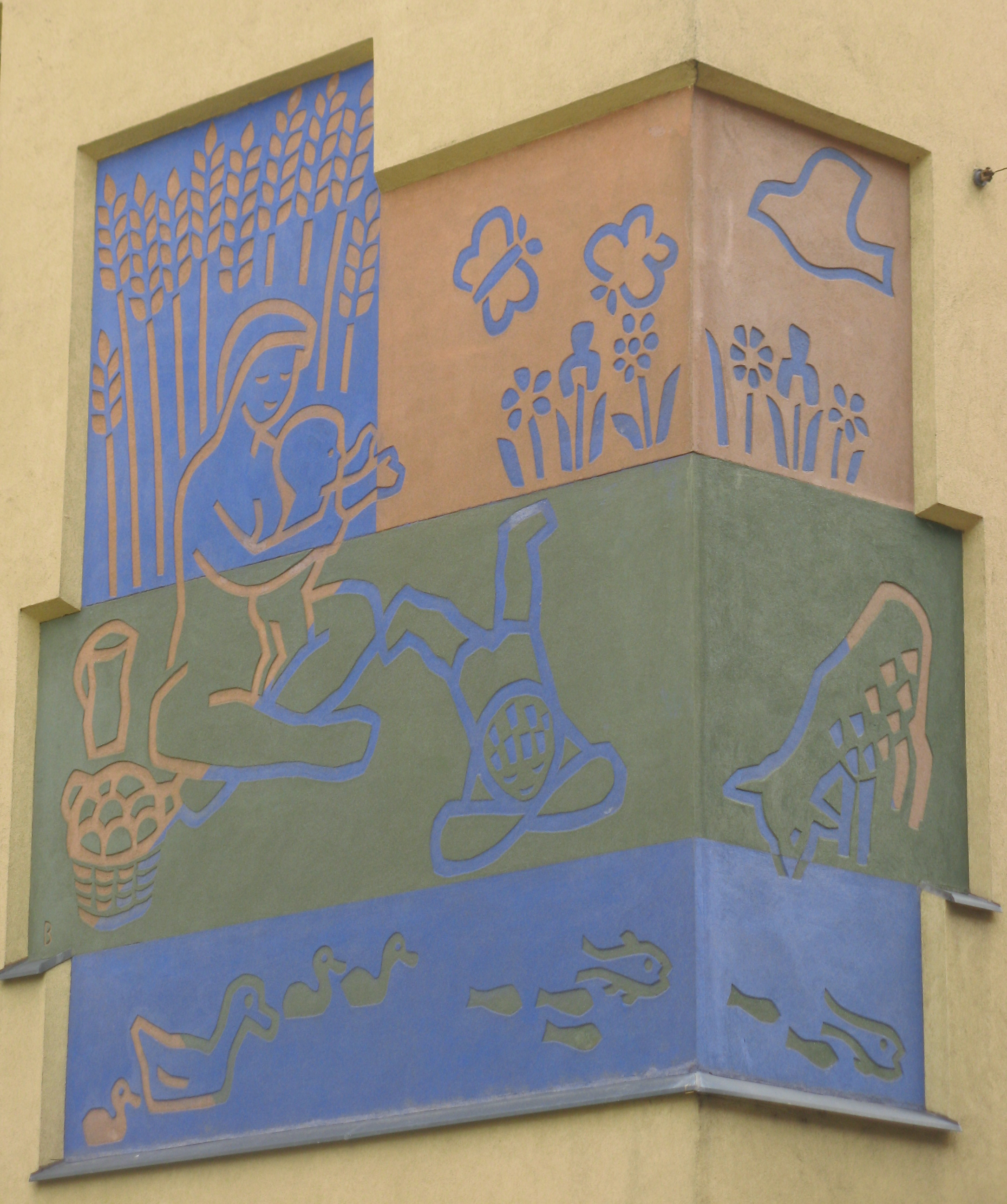
Sgraffito Mutter mit Kindern von Eduard Bäumer an der Wohnhausanlage Herzgasse 99–101, Wien (geschaffen 1954)

Sein Vater stammt aus einer angesehenen Familie, die seit Generationen die Bäumers-Mühle, eine Weberei und Spinnerei, betreibt. Die Mutter kommt aus einer großbäuerischen Familie. Die Eltern starben bald und so kommen er und seine Schwester in ein jüdisches Waisenhaus.
Nach einer Lehre als Dekorationsmaler in Frankfurt am Main studierte Bäumer ab 1908 an der dortigen Kunstgewerbeschule bei Ludwig Heinrich Jungnickel. Von 1910 bis 1914 besuchte er das Städelsche Kunstinstitut in Frankfurt am Main, von 1919 bis 1922 war er dort anschließend Meisterschüler. Er ließ sich vor allem von den Expressionisten beeinflussen. 1923 heiratete er seine Studienkollegin Valerie Feix. 1924 bis 1928 entdeckte er auf Italienreisen die „wilde Natur“ um Cervara di Roma. Er arbeitete für den Ullstein-Verlag in Frankfurt am Main und Berlin. Von 1927 bis 1928 studierte er an der Schule von Johannes Itten in Berlin. Von 1930 bis 1931 hielt er sich für längere Zeit in Paris auf. In der Folge wurde seine neusachliche Malerei vom Kubismus beeinflusst.
1933 übersiedelte Eduard Bäumer mit seiner Familie – seine Ehefrau war jüdischer Herkunft – nach Salzburg. Dort gestaltete er – auch zusammen mit seiner Frau Valerie Bäumer – Kinderbücher. 1933 bis 1937 lebte er mit seiner Familie im sogenannten Gärtnerhaus der Spaur-Villa auf dem Kapuzinerberg Nr. 10a; danach übersiedelten sie in die Grasmayr-Villa auf dem Mönchsberg. Durch die Großzügigkeit von Alois und Magda Grasmayr konnte er ein großes Atelier betreiben und Dichterlesungen veranstalten, u. a. von Werner Bergengruen.
1937 wurden in der Nazi-Aktion „Entartete Kunst“ nachweislich aus dem Museum für Kunst und Gewerbe in Hamburg Bäumers Aquarell „Kopf“ und aus dem Städelschen Kunstinstitut und Städtische Galerie Frankfurt/Main sein Tafelbild „Frankfurt-Ansicht“ beschlagnahmt. Das Tafelbild wurde danach zerstört. Da Bäumers Frau eine Jüdin ist, wurde ihm von der Salzburger Kunstkammer mitgeteilt, dass ihm fortan das Ausstellen von Bildern verboten ist. Die Familie leidet von nun an unter großer materieller Not und sie müssen ihre Möbel und ihren Schmuck verkaufen. Rettung kommt, als Pfarrer Balthasar Linsinger für die Wallfahrtskirche in Weißbach bei Lofer einen Maler sucht, der das Deckengemälde gestalten soll. Geld gab es dafür nicht, aber Logis und Unterkunft waren für ihn und seine beiden Kinder frei. Zurück in Salzburg werden er und seine Frau zu Zwangsarbeit verpflichtet, er muss bei der Baufirma Stockinger und Reinthaler an Seite russischer Kriegsgefangener arbeiten, sie soll wöchentlich sieben Kinderjäckchen für das Winterhilfswerk stricken. Der Maler Max Peiffer Watenphul lässt Bäumer in seinem Atelier malen.
1943 konnte er jedoch mit drei Arbeiten an der von Reichsleiter Baldur von Schirach organisierten Ausstellung Junge Kunst im Deutschen Reich in Wien teilnehmen. Im gleichen Jahr wurde er zum Kriegsdienst eingezogen. Die Familie tauchte 1944 bis Kriegsende bei Pfarrer Linsinger in Großarl im Pongau unter. Die Bäumers geben sich als Bombenopfer aus Wien aus, die deshalb auch keine Ausweise haben. 1945 können sie wieder nach Salzburg zurückkehren, wo ihre Wohnung unversehrt geblieben ist. Ab 1948 übernahm er die Meisterklasse für Malerei an der Akademie für angewandte Kunst Wien, 1950 wurde er zum Professor ernannt. 1964 übersiedelte er nach Tropea in Kalabrien. Am 21. Jänner 1977 besucht er in München die Ausstellung seines künstlerischen Vorbildes, Wassily Kandinsky, in München. Nach dem Besuch der Ausstellung wird Eduard Bäumer beim Überqueren der Prinzregentenstraße von einem Auto erfasst und getötet.
Der Ehe entstammen drei Kinder: Angelica (Kunstkritikerin), Michael und Bettina Bäumer (Theologin).

## Arbeiten in öffentlichen Sammlungen
- Museum der Moderne Salzburg
- Museum Kunst der Verlorenen Generation, Salzburg
- Museum für angewandte Kunst (Wien)
- Albertina (Wien)

## Illustrierte Bücher
- Eduard und Valerie Bäumer: Die Geschichte vom Fluss. Mit  Versen von Ernst Reuter. Atlantis, Zürich 1937. (Französische Ausgabe: Eduard Bäumer und Valerie Feix: Le beau fleuve. Libraire Hachette, 1942.)
- Eduard Bäumer: Den Berg hinauf. Mit  Versen von Ernst Reuter. Atlantis, Zürich 1938.